# グロトリアン・シュタインヴェーク

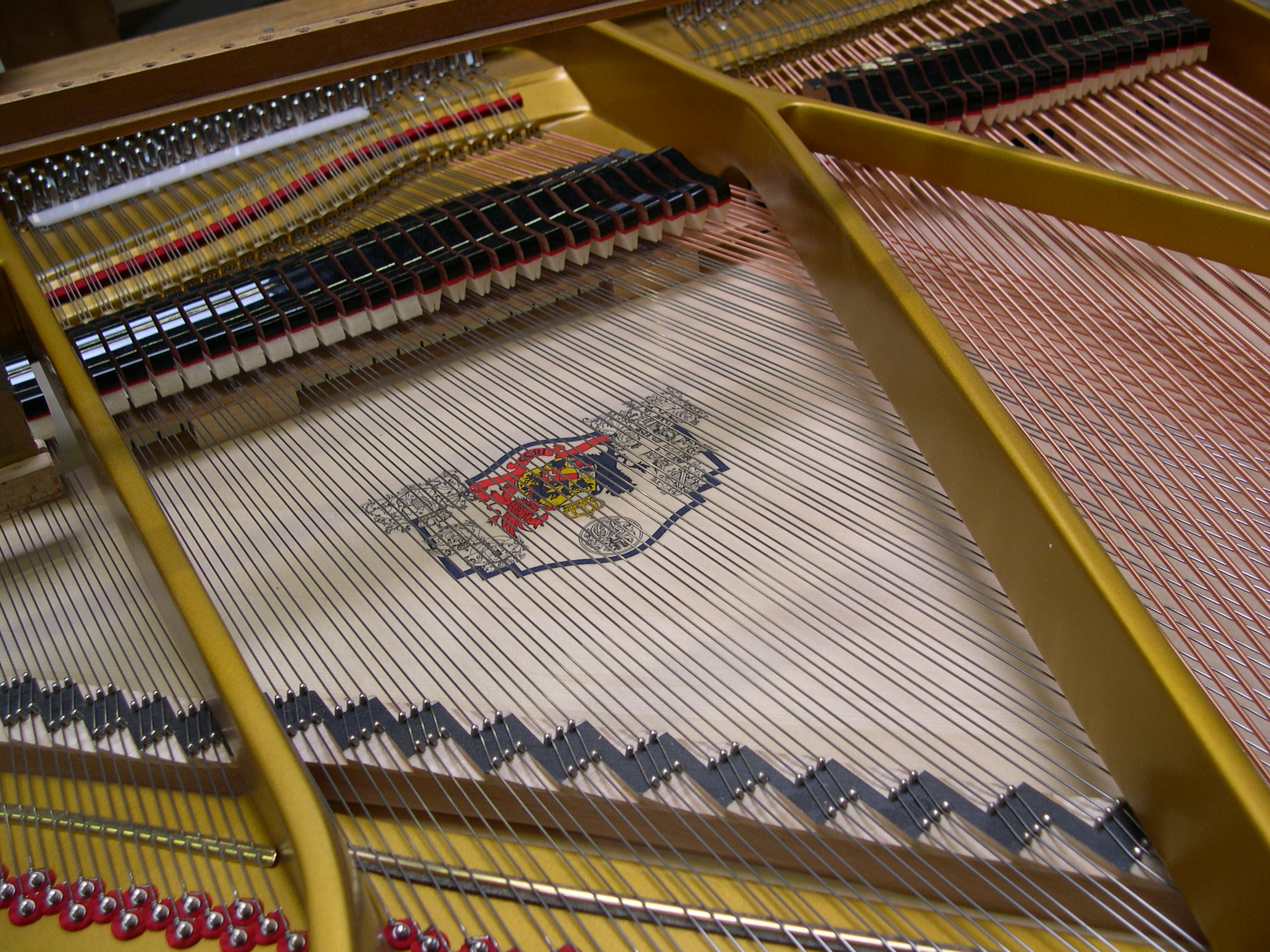
グロトリアン＝シュタインヴェークのグランドピアノの内部機構

グロトリアン＝シュタインヴェーク（Grotrian-Steinweg）は、ドイツの高級ピアノ製造会社である。欧州外ではグロトリアンと呼ばれる。ドイツ・ブラウンシュヴァイクに本社がある。グロトリアン＝シュタインヴェークは高級グランドピアノとアップライトピアノを製造している。同社の起源は1835年にゼーゼンのハインリッヒ・シュタインヴェーク（後のヘンリー・スタインウェイ）が設立したピアノ工房にある。したがって、世界で最も古いピアノ製造会社の一つであり、2015年に香港の柏斯琴行（Parsons Music Group）によって買収されるまではグロトリアン＝シュタインヴェーク家が所有していた。
グロトリアン＝シュタインヴェークの歴史は、ハインリヒ・エンゲルハルト・シュタインヴェーク（米国への移住後にヘンリー・スタインウェイと改名し、スタインウェイ・アンド・サンズを創業した）によって最初のシュタインヴェークのピアノ工場が建設された1835年に遡る。1856年、フリードリヒ・グロトリアンがパートナーとなった。1865年、フリードリヒの息子ヴィルヘルム・グロトリアンと2人の共同出資者が工場とシュタインヴェークブランドの後継としてピアノを販売する権利を買い取った。グロトリアン家のその後の世代が会社をドイツで最高級のピアノ製造会社にした。グロトリアン＝シュタインヴェークのピアノは一部の高名なピアニストによって好まれ、シカゴ・コロンブス万国博覧会（1893年）にて称賛を得た。グロトリアン＝シュタインヴェークはオーケストラとコンサートホールを運営し、ドイツの6都市、そして1920年までにロンドンに販売店を設立した。1920年代末の最盛期には、グロトリアン＝シュタインヴェークは1000人の従業員を雇用し、年間3千台のピアノを製造した。
1930年代の不景気と1940年代の戦争によって、グロトリアン＝シュタインヴェークはひどく衰退し、その後工場を完全に失った。グロトリアン家は工場を再建し、高品質な仕事でその評判を取り戻した。1950年代には、有望な若いピアニストを見つけるために年1回のピアノ演奏コンクールを創設した。
グロトリアン＝シュタインヴェークは1960年代中頃に米国で事業を拡大しようとした。スタインウェイ・アンド・サンズ（Steinway & Sons）はシュタインヴェーク（Steinweg）の名称の使用を差し止める訴えを起こし、その結果合衆国第2巡回区控訴裁判所にて1975年に判決が下された。この訴訟は、グロトリアン＝シュタインヴェークというブランドはピアノ購買者がそのブランド名とスタインウェイ・アンド・サンズのブランドを一時的に混同する原因となる、という「購買前の混同」を説明する先例となった。裁判所はグロトリアン＝シュタインヴェークに米国での「シュタインヴェーク」という名称でのピアノの販売を差し止める命令を下した。その後、グロトリアン＝シュタインヴェーク社は北米でピアノを販売するためにグロトリアン・ピアノ・カンパニーと命名した企業を設立した。

## 19世紀
1803年1月13日、ゲオルク・フリードリヒ・カール・グロトリアンはドイツ・シェーニンゲンで生まれた。フリードリヒは1830年頃に始めたピアノの販売のためにモスクワに居を定めた。 その後、サンクトペテルブルクに拠点を置いた小さなピアノ製造会社との共同経営会社に参加し、これらのピアノをモスクワで成功した楽器店で販売していた様々な楽器に加えた。
ドイツでは、ハインリヒ・エンゲルハルト・シュタインヴェーク（1797年-1871年）が1835年にハルツ山地の端のゼーセンにある自宅からピアノの製造を始めた。ハルツ山地はピアノに使われる上質なブナノキとトウヒの産地であった。最初の年に生産したピアノの中に、フリードリヒ・グロトリアンによって設計され、シュタインヴェークが作ったスクエア・ピアノがあった（この楽器は現在ブラウンシュヴァイク博物館にある）。シュタインヴェークは1839年のステート・フェアに3台のピアノを出品した。その内2台はスクエア・ピアノだったが、グランドピアノが広い注目を集めた。1850年、シュタインヴェークは大家族のほぼ全員と共にニューヨークへ移住した。ピアノ工場は長男のC・F・テオドール・シュタインヴェーク（1825年-1889年）に残され、テオドールは自身の名前で経営を続けた。その頃、ニューヨークでは、シュタインヴェーク家は米国風に姓をスタインウェイと改め、1853年にピアノ製造会社スタインウェイ・アンド・サンズを創業した。

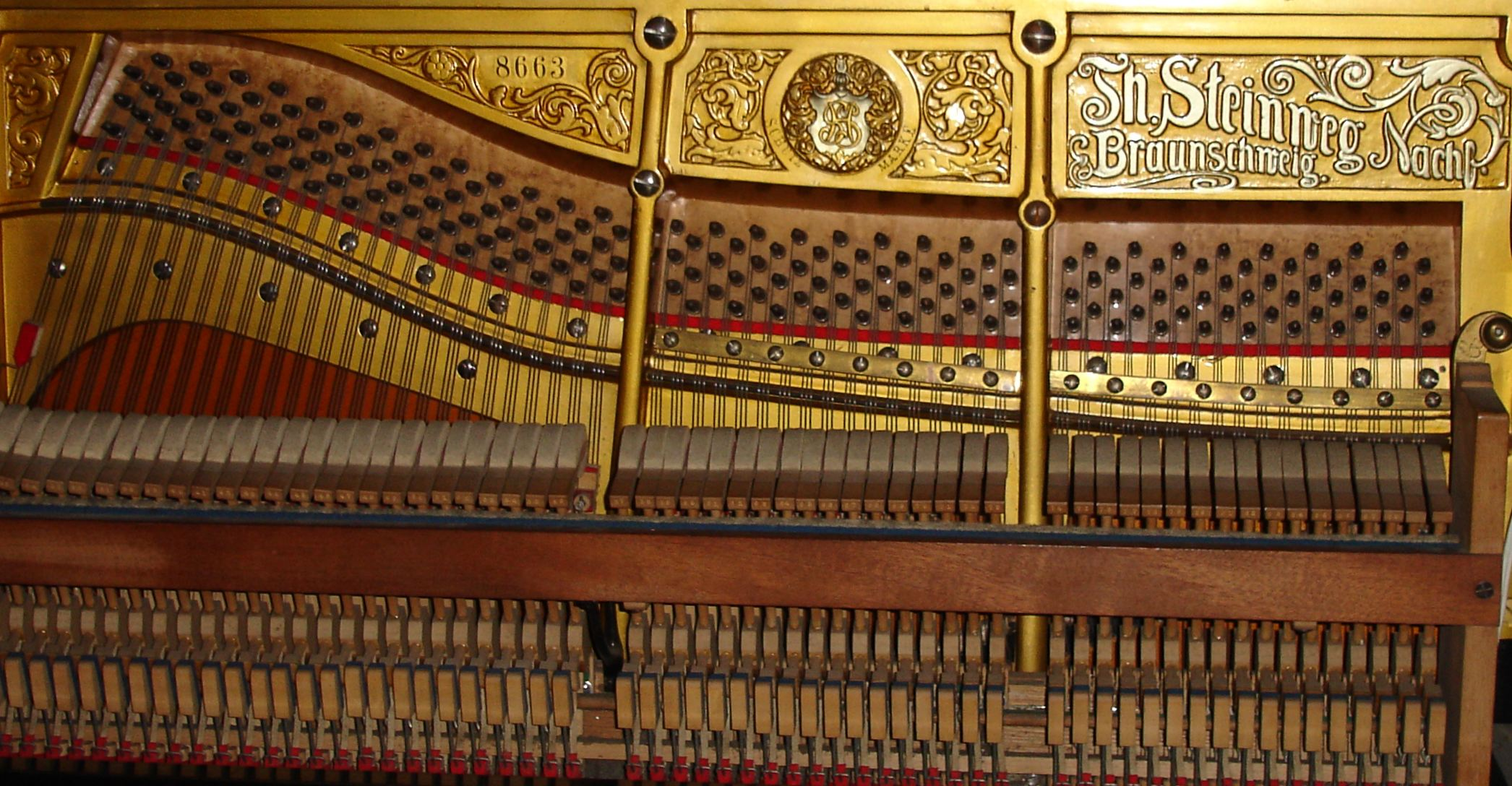
「Th. Steinweg Nachf.」（意味は「テオドール・シュタインヴェークの後継者」）という商標が付けられた初期のピアノ。

父の古い工場の経営権を引き継いでから間も無く、C・F・テオドール・シュタインヴェークはブラウンシュヴァイク近くのヴォルフェンビュッテルに移った。ここで、テオドールは商売のために旅行していたフリードリヒ・グロトリアンと出会った。1854年、フリードリヒ・グロトリアンは叔父からの遺産としてMüller-Mühlenbein pharmacyを受け取り、その経営のためにドイツへ戻った。グロトリアンは1856年にC・F・テオドール・シュタインヴェークのピアノ会社に共同経営者として加わった。

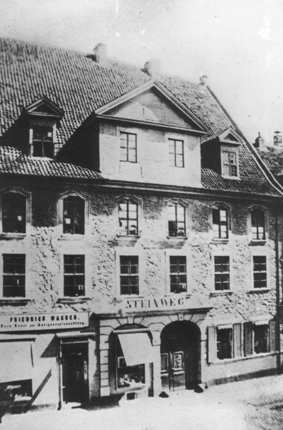
ブラウンシュヴァイクにあるグロトリアン＝シュタインヴェークの本社とピアノ製造工場

1857年、C・F・テオドール・シュタインヴェークとグロトリアンはピアノ工場をブラウンシュヴァイクへ移し、街の中世部のBohlwe通り48にある元市長の屋敷に店を構えた。会社は当時約25人の従業員を雇った。フリードリヒ・グロトリアンは1860年12月11日に死去し、会社の株式は息子のヴィルヘルム（1843年）に残された。1865年、C・F・テオドール・シュタインヴェークは兄弟のヘンリーとチャールズの死後にスタインウェイ・アンド・サンズの経営を助けるためにニューヨークの家族に必要とされた。ヴィルヘルム・グロトリアンはC・F・テオドールの工場の株式を買い取るために2人のピアノ職人Adolph HelfferichとH.D.W. Schulzと手を組んだ。新たな共同経営会社は「テオドール・シュタインヴェークの後継者」を意味する商標「C.F. Th. Steinweg Nachf.」を使用するための権利の代金を支払った（Nachf. はドイツ語で後継者を意味する "Nachfolger" の省略形）。会社名は「Grotrian, Helfferich, Schulz, Th. Steinweg Nachf.」となった。ヴィルヘルム・グロトリアンは1870年代に2人の息子ヴィルヘルム・"ヴィリ"・グロトリアンJr（1868年-1931年）とクルト・グロトリアン（1870年-1929年）を育てた。
ニューヨークでは、C・F・テオドール・シュタインヴェークはC・F・セオドア・スタインウェイに改名し、スタインウェイ・アンド・サンズに15年間トップおよびチーフ・テクニシャンとして働いた。セオドアは米国での生活を好きではなく、ブラウンシュヴァイクの自宅を持ち続けており、随時行ったり来たりしていた。1880年、セオドアは海を超えた渡航を止め、父親の古い会社（現在のグロトリアン＝シュタインヴェーク）と対抗して、欧州の顧客のためにピアノ製造する新しいスタインウェイ・アンド・サンズのピアノ工場をハンブルクで始めた。事業を立ち上げ後、セオドアは引退して晩年をブラウンシュヴァイクで過ごした。セオドアは1889年に死去し、彼のピアノコレクションは市の博物館へ寄贈された。ハンブルク工場はグロトリアン＝シュタインヴェークと競い合って成功を収めた。どちらの会社も高級ピアノを生産することで知られていた。
1880年代、ヴィリ・グロトリアンは米国メリーランド州ボルチモアのWm. クナーベ& Co.とフランス・パリのプレイエル, ヴォルフ et Cieでピアノ製造を学んだ。クルト・グロトリアンもまたその他の国々のピアノ製造会社で学んだ。彼らの父ヴィルヘルム・グロトリアンSr. は1893年にヴィリをシカゴへ連れていった。シカゴで開催されたコロンブス万国博覧会でグロトリアン＝シュタインヴェーク社のピアノはメダルを授与された。ピアニストのオイゲン・ダルベール、イグナツィ・パデレフスキ、クララ・シューマンはグロトリアン＝シュタインヴェークのピアノを好むと表明した。グロトリアン＝シュタインヴェークはベヒシュタイン、ブリュートナー、フォイリッヒ、イバッハ、リップ、スタインウェイのハンブルク工場と共にドイツのトップピアノ製造会社に数えられた。1895年、ヴィルヘルム・グロトリアンSr は2人の息子を共同経営者とした。父は息子達に「いいピアノを作りなさい、残りはすべて後からついてくる」という社訓を残した。ヴィリ・グロトリアンは、グロトリアン＝シュタインヴェークがピアノ生産に使うシステムとスタンダードの改善を系統的に始めた。グロトリアン＝シュタインヴェーク・ブランドは最高品質のものとしてよく知られた。会社は30の帝室・王室の御用達の称号を得た。所有者のヴィルヘルム・グロトリアン、ヴィリ・グロトリアン、クルト・グロトリアンはオーストリア＝ハンガリー帝国帝室・王室御用達を授与された。

## 20世紀

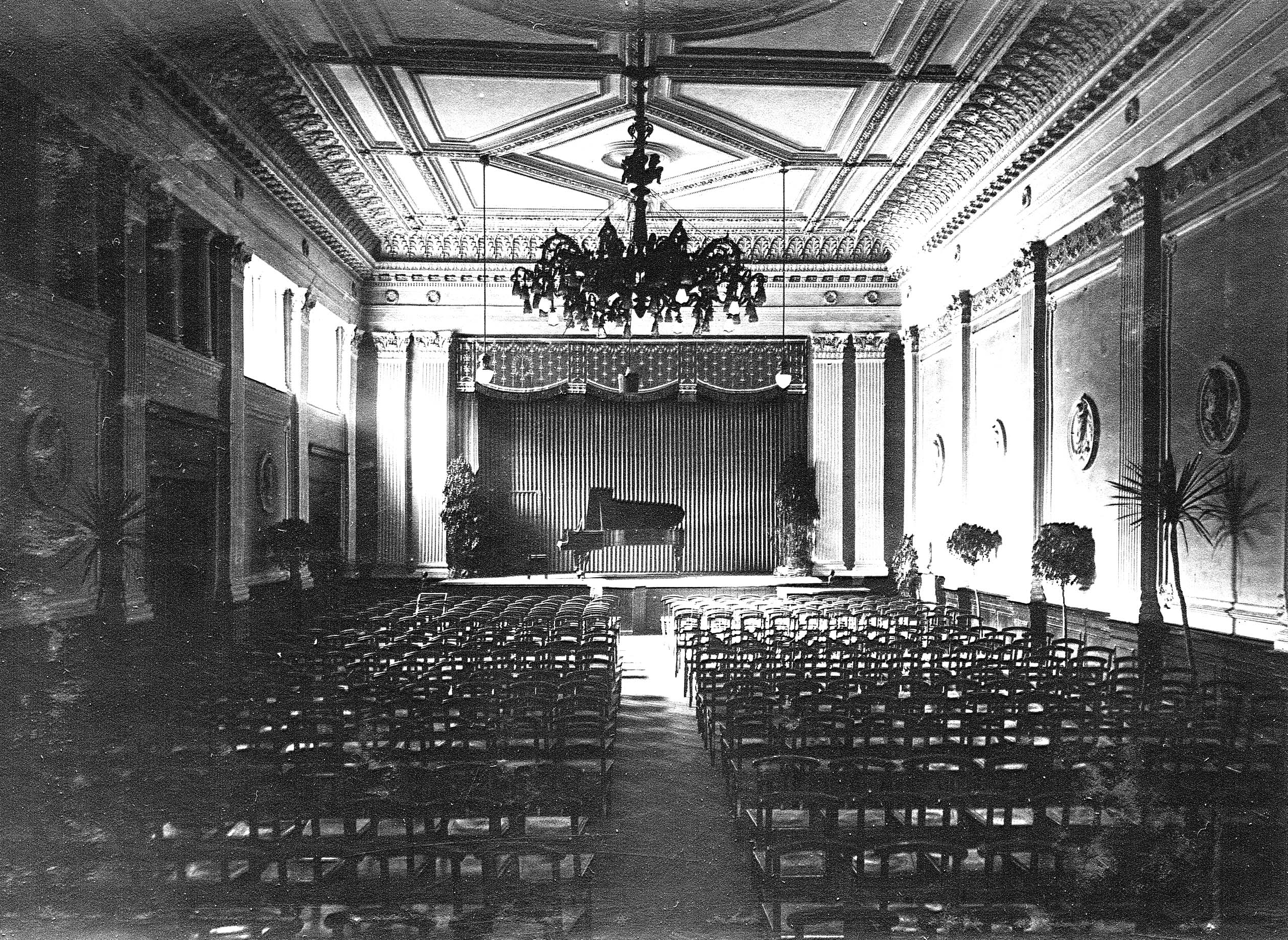
ブラウンシュヴァイクにあるグロトリアン＝シュタインヴェークコンサートホール

ブラウンシュヴァイクにおいて、グロトリアン＝シュタインヴェークは1913年までに500人の従業員を抱えるまで成長し、毎年約1600台のピアノを生産した。グロトリアン＝シュタインヴェークオーケストラは若い指揮者ヘルマン・シェルヘンの指揮の下ライプツィヒで活動した。グロトリアン専門店がライプツィヒ、ハノーファー、ケーニヒスベルク、デュッセルドルフ、ベルリンで営業していた。
第一次世界大戦中、クルト・グロトリアンはドイツ陸軍の軍務に服するため工場を離れた。クルトは程なくして負傷し、捕虜となった。ヴィルヘルム・グロトリアンは1917年に死去した。息子のヴィリ・グロトリアンが会社を率いたが、労働力とピアノの注文は大幅に減少した。戦後、会社は以前のように回復し、グロトリアン＝シュタインヴェークのブランド名の下でロンドン店を立ち上げることによって1920年に売り上げを延ばした。従業員は1000人に増えた。1924年、グロトリアン＝シュタインヴェークは微分音音楽作曲家イワン・ヴィシネグラツキーのために特殊なピアノを製造した。このピアノは3段の手鍵盤と四分音離れて調律された弦を持っていた。1927年まで、グロトリアン＝シュタインヴェークは毎年約3000台のピアノを作っていた。この数字は世界恐慌の間の1930年代に著しく落ち込んだ。1931年には500台未満のピアノしか作られず、従業員は200人未満に減った。
クルト・グロトリアンは1920年代末に重病を患らい、1928年に2人の息子エルヴィン（1899年-1990年）とヘルムート（1900年-1977年）を株主にした。1929年、クルト・グロトリアンは古い戦傷の合併症により死去した。ヴィリ・グロトリアンは1931年に死去した。

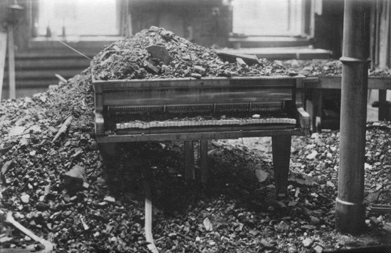
爆弾による破壊の真っ只中のグロトリアン＝シュタインヴェークピアノ（1945年）

第二次世界大戦中、グロトリアン＝シュタインヴェークの工場は（ドイツの多くの他社と同様に）航空機の組立部品に転向するよう命令された。工場は1944年のブラウンシュヴァイク爆撃によって破壊された。街の中心部にあった創業者の屋敷も同様に破壊された。その後、エルヴィンとヘルムートは工場を再建した。1948年までに生産は再開した。作曲家でピアニストのヴィルヘルム・ケンプは戦後に製作されたピアノの「響きと精緻な出来栄え」の称賛者として録音を続けた。

### ピアノ演奏コンクール

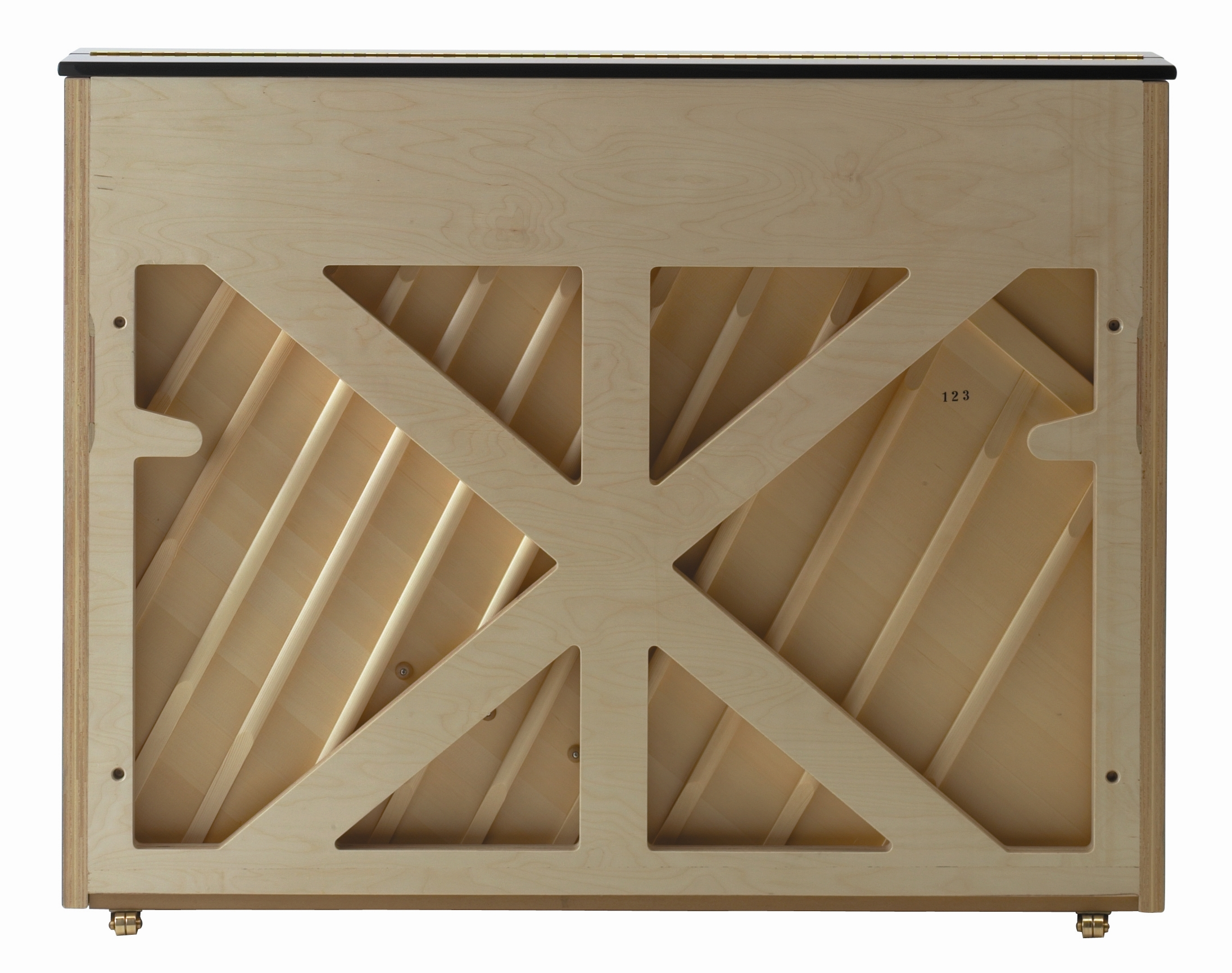
グロトリアン＝シュタインヴェークのアップライトピアノ。補強のための背面の特徴的な放射状筋交い（星型支柱）が見える。

1954年、グロトリアン＝シュタインヴェークは音楽学校の若いピアニストが出場する「Grotrian-Steinweg Klavierspielwettbewerb」として知られるピアノ演奏コンクールを始めた。コンクールはデパート・ヘルティ（Hertie）ブラウンシュヴァイク店で開催され、優勝者の決定の基準として聴衆の拍手が使われた。1968年、グロトリアン＝シュタインヴェークはコンクールの規模を拡大するため全独音楽評議会およびハノーファー音楽大学との話し合いに入った。ラグナ・シルマーやラルス・フォークトといったピアニストはこのコンクールで優勝したことで名が知られるようになった。

### 商標争い
商標に関する2つのピアノ製造会社間の最初の摩擦は1895年に起こった。1895年、スタインウェイ・アンド・サンズはグロトリアン＝シュタインヴェークがピアノに関して「シュタインヴェーク」という名称の使用を止めるよう提訴した。スタインウェイは裁判に破れたが、1919年1月、ヴィリとクルト・グロトリアンはさらなる訴訟を防ぐことを期待して、家業の商標を守るために姓をグロトリアン＝シュタインヴェークに変更する決断をした。1925年、会社はグロトリアン＝シュタインヴェークカンパニーと呼ばれるデラウェア州法人として米国での販売事業を立ち上げた。続く3年間でグロトリアン＝シュタインヴェークが米国で販売したピアノはわずか15台であった（それに加えてニューヨークの独立ディーラーによって販売された数台）。1928年にピアノの販売を発見すると、スタインウェイ・アンド・サンズは販売代理店とグロトリアン＝シュタインヴェークに抗議したが、1929年にグロトリアン＝シュタインヴェークは47台のピアノを米国へ送った。スタインウェイ家の代表者はグロトリアン＝シュタインヴェーク家とこの問題について直接話し合うためにドイツへ赴いた。秘密協定が合意に達すると、両家の代表者は「友好の葉巻」を吸い、グロトリアン＝シュタインヴェークはそれ以降米国での「シュタインヴェーク」および「グロトリアン＝シュタインヴェーク」の名称の使用を止めた。1930年、デラウェア州法人は 解散し、続く3年間でグロトリアン＝シュタインヴェークから米国への輸出は減少、その後完全に中止した。1950年、グロトリアン＝シュタインヴェークは（使われることのなかった）1926年の古い商標出願を放棄した。
1961年、クヌート・グロトリアン＝シュタインヴェーク（1935年生）が会社に加わった。1966年、グロトリアン＝シュタインヴェーク社は米国でのピアノ販売のためにウーリッツァーと契約を結び、スタインウェイ社はニューヨーク州で訴訟を起こした。裁判は9年続いた。1975年、合衆国第2巡回区控訴裁判所は「Grotrian, Helfferich, Schulz, Th. Steinweg Nachf. 対Steinway & Sons」の陳述を聴取した。原告のグロトリアン＝シュタインヴェークは彼らのブランド名は長く確立したものであり、ドイツにおいてスタインウェイのブランド名より前から存在する、と主張した。被告側のスタインウェイ・アンド・サンズは、米国においてよく知られ強く確かである彼らのブランド名が消費者の混同によって弱められた、と反訴した。控訴審は、ピアノ購買者は2つのピアノブランドがあることで「購買前の興味」において誤って導かれることになり、「潜在的なスタインウェイの購買者はスタインウェイよりも優れていないにしても少なくとも良い商品であるグロトリアン＝シュタインヴェークのピアノで満足するかもしれない」として被告側を支持した下級審の判決を支持した。控訴審は、米国では非常によく知られたブランドではないグロトリアン＝シュタインヴェークはスタインウェイ・アンド・サンズが築いてきた確固たる評判に基づいて一定の余分な信頼性を不当に得ている、と考えた。高級ピアノの購買者が洗練され博識であると理解され、購買時にどの製造会社がどのピアノを製造しているかに関して混同していなかったとしても、グロトリアン＝シュタインヴェークのブランドに対する最初の関心時に「意識下の混同」が存在するかもしれない、と控訴審は考えた。グロトリアン＝シュタインヴェーク社は1977年以後「シュタインヴェーク」の名称を使った米国でのピアノの販売を禁止された。その結果、1976年にグロトリアン＝シュタインヴェークは北米でピアノを販売するための補助的なブランドとしてグロトリアン・ピアノ・カンパニーGmbHを作った。
裁判は現在「購買前の混同」として知られる概念を定義した初の裁判例であった。地方裁判所判事ロイド・フランシス・マクマーンは「購買前の混同へと欺いて導かれ、潜在的なスタインウェイの購買者はスタインウェイよりも優れていないにしても少なくとも良い商品であるグロトリアン＝シュタインヴェークのピアノで満足するかもしれない」と述べた。「購買前の」混同に関するロイド・フランシス・マクマーンの考えは控訴審判事ウィリアム・H・ティンバースによって追認された。ティンバースは「こういった購買前の混同はスタインウェイに損害を与える」と述べた。
グロトリアンのウェブサイトの英語版は、フランス語版、ドイツ語版、ロシア語版とは異なり、「シュタインヴェーク」という姓に一切言及していない。これはおそらく訴訟の結果であり、法的責任を最小化したいという願望のためであろうとも考えられる。

## 現在の業務

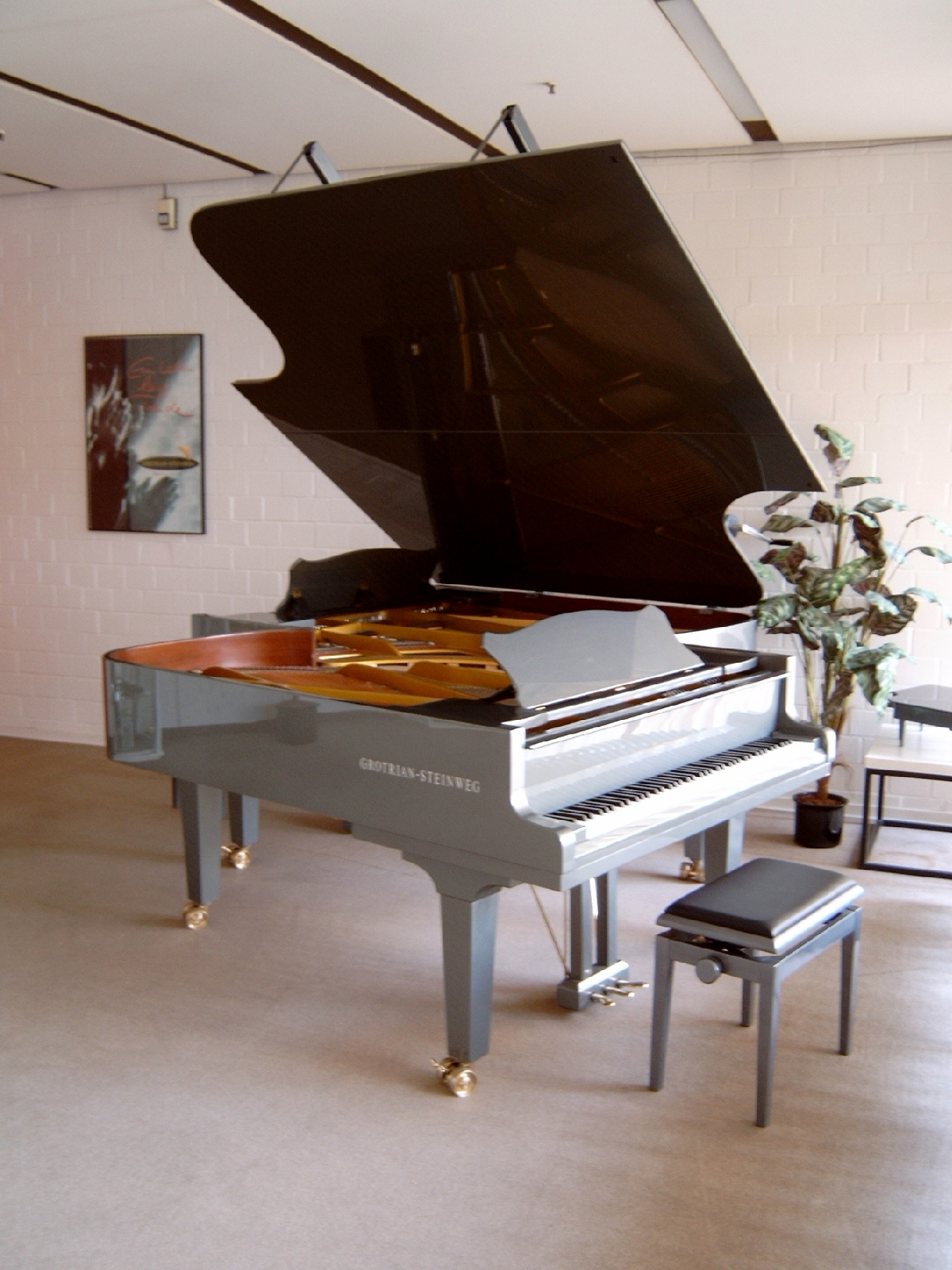
ピアノ二重奏のために作られたダブルピアノ

1974年、グロトリアン＝シュタインヴェーク家はブラウンシュヴァイク北東部に新たな工場を建設した。ヘルムートとエルヴィン・グロトリアン＝シュタインヴェークは引退し、ヘルムートの息子クヌートがトップとなった。この工場が現在のグロトリアン＝シュタインヴェークの生産拠点である。1999年、クヌート・グロトリアン＝シュタインヴェークは社の指揮から退き、日常的な管理をブルクハルト・シュタイン（インダストリアルマネージャー、ピアノ職人）の手に委ねた。2012年時点で、グロトリアン＝シュタインヴェーク社はエルヴィン・グロトリアンの娘とクヌートの息子で株主の6代目ヨブスト・グロトリアン（1969年生）によって所有されている。毎年、グロトリアン＝シュタインヴェーク社は6種類のサイズのアップライトピアノ約500台と5種類のサイズのグランドピアノ約100台を生産している。毎年20台程のコンサートグランドピアノが作られており、その製造にはそれぞれ8か月を要する。2010年、特別な175周年モデルとして「Composé Exclusif」と呼ばれる118 cmのサイズのアップライトピアノを発表し、50台が生産された。
2015年4月1日、柏斯琴行（Parsons Music Group、香港を拠点とする1986年創業の企業）がグロトリアン＝シュタインヴェークの株式の大半を取得した。
2017年、第2ブランドfriedrich GROTRIAN（フリードリッヒ・グロトリアン）が作られた。このブランドのリム、鋳鉄フレーム、響板は中国（Parsons Music）で作られ、最終的な組み立て、アクション組込み、仕上げがドイツで行われる。アクションは大部分がレンナー社製が使われている。
2018年以降、製造が完全に中国で行われる第3ブランドとしてWILHELM GROTRIAN（ヴィルヘルム・グロトリアン）とWILHELM GROTRIAN STUDIOが存在する。前者は高さが46インチから52インチの間のアップライトピアノ4モデルと長さが5フィートから6フィート11インチの間のグランドピアノ3モデルである。WILHELM GROTRIAN STUDIOブランドは、アップライトの高さが45 1/2インチから48インチ（3モデル）とグランドピアノの足さが5フィートまたは5フィート5インチ（2モデル）である。

## 称賛者
以下の人物がグロトリアン＝シュタインヴェークピアノを称賛している。
- オイゲン・ダルベール[35]
- ジュリー・アンドリュース[36]
- クラウディオ・アラウ[26]
- ジャン・フランセ[36]
- ヴァルター・ギーゼキング[36]
- ハンス・ヴェルナー・ヘンツェ[36]
- パウル・ヒンデミット[36]
- ヴィルヘルム・ケンプ[36]
- ジャック・ルーシェ[36]
- エリー・ナイ[26]
- ギャリック・オールソン[36]
- イグナツィ・パデレフスキ[37]
- ラリー・ファイン（英語版） - 2011年に現代のグロトリアン＝シュタインヴェークピアノはハンブルク製スタインウェイやファツィオリ、ベーゼンドルファーと比肩する最高品質であり、彼の意見では、ニューヨーク製スタインウェイよりも高品質である、と述べた[38]。
- イーヴォ・ポゴレリチ[36]
- クララ・シューマン[36]